# Piratbyrån

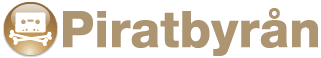
Il logotipo di Piratbyrån

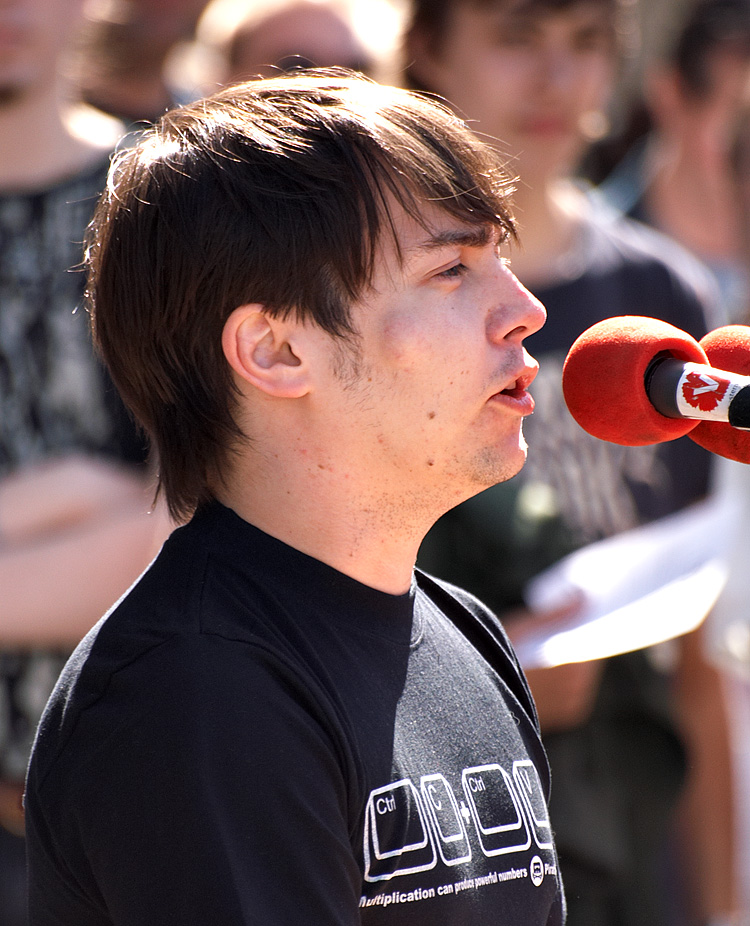
Rasmus Fleischer che parla a una dimostrazione a Stoccolma il 3 giugno 2006

Il Piratbyrån ("Il Bureau della pirateria") è stata un'organizzazione svedese fondata per sostenere le lotte individuali contro le idee attuali al riguardo delle proprietà intellettuali condividendo informazioni e cultura liberamente.
Piratbyrån in sé, non è coinvolto in attività illegali, ma piuttosto il desiderio di dare un altro punto di vista sulla diffusione dell'informazioni rispetto a quello che fanno le lobby di oggi.
L'organizzazione fornisce guide, novità, e un forum focalizzato sulla condivisione dei file, le proprietà intellettuali, pirateria e cultura digitale, e prepara eventi come letture, apparizioni nei media e annualmente dimostrazioni.
Nel 2005 Piratbyrån ha distribuito un'antologia intitolata Copy me (in italiano Copiami) contenente testi selezionati precedentemente disponibili dal loro sito.
Membri del Piratbyrån sono gli originali creatori di The Pirate Bay, un famoso tracker BitTorrent, ma non sono più affiliati con quel sito.
Nel giugno 2010 l'organizzazione si scioglie a seguito della morte del cofondatore e membro Ibrahim Botani. Diversi ex membri di Piratbyrån sono ora coinvolti in Telecomix. La prima pagina del sito internet è stata sostituita da tre parole:  Stängt för eftertanke (in lingua svedese:"Chiuso per riflessione").